# Richard Walden
Richard Walden (Hereford, 4 maggio 1948 – Hampshire, 19 novembre 2009) è stato un calciatore inglese, di ruolo difensore.

## Caratteristiche tecniche
Era un terzino destro.

## Carriera
Esordisce tra i professionisti all'età di 16 anni nel 1964 con la maglia dell'Aldershot, nella quarta divisione inglese; rimane nel club per dodici stagioni consecutive, tutte trascorse giocando da titolare, e diventa di fatto uno dei giocatori più rappresentativi della storia del club, con 404 presenze e 16 reti in partite di campionato. In particolare, dal 1964 al 1973 gioca in quarta divisione, partecipando alla conquista della prima promozione della storia del club nella stagione 1972-1973; dalla stagione 1973-1974 alla stagione 1975-1976 gioca invece in terza divisione.
Proprio nel corso di quest'ultima stagione viene ceduto a campionato iniziato allo Sheffield Weds, altro club di terza divisione, dove rimane fino al termine della stagione 1977-1978 per un totale di 100 presenze ed una rete in partite di campionato, tutte in terza divisione. Passa quindi ai gallesi del Newport County, militanti nella quarta divisione inglese, categoria in cui gioca per un quadriennio; la sua permanenza agli Exiles coincide peraltro con la conquista di alcuni dei risultati più prestigiosi nella storia del club, che nella stagione 1979-1980 vince per la prima (ed unica) volta nella sua storia la Coppa del Galles, il che porta il club anche ad esordire nelle competizioni UEFA per club, prendendo parte alla Coppa delle Coppe 1980-1981, nella quale raggiungono i quarti di finale: Walden gioca tutte e 6 le partite della competizione. A fine stagione, dopo complessive 655 presenze e 19 reti nei campionati della Football League (tutte fra terza e quarta divisione), si trasferisce ai semiprofessionisti del Farnborough Town; in seguito gioca sempre a livello semiprofessionistico anche con il Basingstoke Town, ritirandosi definitivamente nel 1988 all'età di 40 anni.
Con 448 presenze e 18 reti è il quinto giocatore di sempre per numero di presenze in partite ufficiali con la maglia dell'Aldershot (risultato che non può più essere battuto essendo il club scomparso nel 1992).

## Palmarès

### Club

#### Competizioni nazionali
- Coppa del Galles: 1

Newport County: 1979-1980
- Isthmian League Division One: 1

Farnborough Town: 1984-1985

#### Competizioni regionali
- Hampshire Senior Cup: 2

Farnborough Town: 1983-1984, 1985-1986